# 土地經濟學
土地經濟學係應用經濟學之原則原理以探討土地問題產生之原因背景，演變過程及其對社會之影響，研究其解決途徑，藉此促進地利，增進社會福利，改善人們之居住環境，使得更能接近於理想的境界。土地經濟學研究的對象是由人類經濟行為而造成的人與地、人與人、地與地之間的種種關係，研究課題包括土地的分配、利用、買賣、交換、佔有、贈與、繼承、租賃、抵押等 。
土地經濟學中的邊際土地有三種： 
1. 超邊際土地：再生產時，總收益TR>總成本TC，則有超額利潤。
2. 邊際土地：生產時，TR=TC，則利潤等於零。
3. 次邊際土地：生產時，TR<TC，則利潤為負。